# Јана Бјелица
Јана Бјелица (Никшић, 7. септембар 1999) српска је глумица.

## Каријера

### Филм и телевизија
Остварила је улоге у неколико кратких филмова и епизодно појављивање у серији Јужни ветар. Затим јој је припала једна од улога у филму Жив човек, редитеља Олега Новковића према сценарију Милене Марковић. Прву главну женску улогу остварила је у телевизијској серији Мочвара, истих аутора. Лик Милке Бјелић додељен јој је током четврте године студија на Факултет драмских уметности. Исти је касније тумачила и у другој сезони. У телевизијској мини-серији Породица, која приказује последњих 48 часова пред хапшење Слободана Милошевића у Вили Мир, тумачила је лик Ане, задужене за послугу. Појавила се у музичко-играном филму Буч Кесиди: Еуфорија уживо, као и у телевизијској серији Певачица. Додељена јој је главна женска улога у дебитантском филму Нине Огњановић, Овуда ће проћи пут. О својој улози у том филму рекла је да јој је била изазовна јер је и сама млада отишла од куће. За њу је награђена као најбоља млада глумица на 5. Сомборском филмском фестивалу. Једна од улога припала јој је и у подели филма Јорговани.

### Позориште
На почетку своје каријере, изјавила је да јој је жеља да се опроба у професионалном позоришту. Тада је рекла да воли комедију и да су је колеге оцениле као доброг имитатора. На сцени Позоришта „Бошко Буха” дебитовала је улогом Сенке у вечерњој представи Бокешки Д мол, премијерно изведеној у децембру 2021. Годину дана касније, у истом позоришту заиграла је и у дечјој представи Лепотица и звер. Током друге половине 2023. године у Београдском драмском позоришту остварила је премијере у представама Лажљиви живот одраслих и Будућност.

## Улоге

### Позоришне представе
| Наслов                 | Улога  | Редитељ           | Позориште                    | Премијера           |
| ---------------------- | ------ | ----------------- | ---------------------------- | ------------------- |
| Бокешки Д мол          | Сенка  | Милан Караџић     | Позориште „Бошко Буха”       | 12. децембар 2021.  |
| Лепотица и звер        | Џесмин | Милан Караџић     | Позориште „Бошко Буха”       | 29. децембар 2022.  |
| Лажљиви живот одраслих | Корадо | Себастијан Хорват | Београдско драмско позориште | 29. септембар 2023. |
| Будућност              |        | Жига Дивјак       | Београдско драмско позориште | 15. децембар 2023.  |

### Филмографија
|                   | 2010▼ | 2020▼ | Укупно |
| ----------------- | ----- | ----- | ------ |
| Дугометражни филм | 0     | 4     | 4      |
| ТВ филм           | 0     | 0     | 0      |
| ТВ серија         | 0     | 4     | 4      |
| Кратки филм       | 1     | 4     | 5      |
| Укупно            | 1     | 12    | 13     |

| Год.       | Назив                        | Улога                 |
| ---------- | ---------------------------- | --------------------- |
| 2010-е▲    |                              |                       |
| 2019.      | Нови телевизор (кратки филм) | Даница                |
| 2020-е▲    |                              |                       |
| 2020.      | Инфлуенсер (кратки филм)     | Обожаватељка 1        |
| 2020.      | Јужни ветар (серија)         | Мајка на крштењу      |
| 2020.      | Жив човек                    | Вида                  |
| 2020—2023. | Мочвара (серија)             | Милка Бјелић          |
| 2021.      | Изгубљени дани (кратки филм) | Оља                   |
| 2021.      | Организми (кратки филм)      |                       |
| 2021.      | Породица (серија)            | Ана                   |
| 2021.      | Питомци (кратки филм)        | Марија                |
| 2021—2023. | Певачица (серија)            | Маја / Маја крчмарица |
| 2021.      | Буч Кесиди: Еуфорија уживо   |                       |
| 2023.      | Овуда ће проћи пут           | Јана                  |
| 2024.      | Јорговани                    | Маја                  |

## Награде и признања
| Година | Остварење          | Награда                                                              |
| ------ | ------------------ | -------------------------------------------------------------------- |
| 2023.  | Овуда ће проћи пут | Награда за најбољу младу глумицу на 5. Сомборском филмском фестивалу |